# Cosmetus testidineus
Cosmetus testidineus is een hooiwagen uit de familie Cosmetidae.